# Nederlandse kampioenschappen atletiek 2001
In 2001 werden de Nederlandse kampioenschappen atletiek op 7 en 8 juli gehouden op de gemeentelijke kunststofbaan aan de Goirleseweg in Tilburg. De organisatie lag in de handen van AV Attila.
De 10.000 m voor mannen en vrouwen vond plaats op 12 april in Veenendaal.

## Uitslagen

### 100 m
| wind: +1,2 m/s | wind: +1,2 m/s  | wind: +1,2 m/s |
| rang           | atleet          | prestatie      |
| -------------- | --------------- | -------------- |
| Goud           | Troy Douglas    | 10,27 s        |
| Zilver         | Martijn Ungerer | 10,31 s        |
| Brons          | Virgil Spier    | 10,56 s        |

| wind: +0,2 m/s | wind: +0,2 m/s          | wind: +0,2 m/s |
| rang           | atlete                  | prestatie      |
| -------------- | ----------------------- | -------------- |
| Goud           | Jacqueline Poelman      | 11,54 s        |
| Zilver         | Pascal van Assendelft   | 11,87 s        |
| Brons          | Angelique Hogeveen-Smit | 12,03 s        |

### 200 m
| wind: +0,0 m/s | wind: +0,0 m/s | wind: +0,0 m/s |
| rang           | atleet         | prestatie      |
| -------------- | -------------- | -------------- |
| Goud           | Caimin Douglas | 20,48 s        |
| Zilver         | Troy Douglas   | 20,82 s        |
| Brons          | Julien Hagen   | 21,34 s        |

| wind: +0,1 m/s | wind: +0,1 m/s        | wind: +0,1 m/s |
| rang           | atlete                | prestatie      |
| -------------- | --------------------- | -------------- |
| Goud           | Jacqueline Poelman    | 23,38 s        |
| Zilver         | Mireille Donders      | 23,43 s        |
| Brons          | Pascal van Assendelft | 24,18 s        |

### 400 m
| rang   | atleet            | prestatie |
| ------ | ----------------- | --------- |
| Goud   | Bob Keus          | 46,62 s   |
| Zilver | Julien Hagen      | 46,90 s   |
| Brons  | Robert Lathouwers | 47,13 s   |

| rang   | atlete          | prestatie |
| ------ | --------------- | --------- |
| Goud   | Judith Baarssen | 56,01 s   |
| Zilver | Thelma Joziasse | 57,35 s   |
| Brons  | Agnes Ottens    | 57,76 s   |

### 800 m
| rang   | atleet           | prestatie |
| ------ | ---------------- | --------- |
| Goud   | Bram Som         | 1.47,99   |
| Zilver | Gert-Jan Liefers | 1.49,16   |
| Brons  | Michiel Loschner | 1.49,59   |

| rang   | atlete          | prestatie |
| ------ | --------------- | --------- |
| Goud   | Stella Jongmans | 2.07,23   |
| Zilver | Anjolie Wisse   | 2.07,74   |
| Brons  | Femke Schuurman | 2.08,77   |

### 1500 m
| rang   | atleet           | prestatie |
| ------ | ---------------- | --------- |
| Goud   | Wouter Timmer    | 3.53,52   |
| Zilver | Gert-Jan Liefers | 3.53,52   |
| Brons  | Barend Derriks   | 3.53,59   |

| rang   | atlete            | prestatie |
| ------ | ----------------- | --------- |
| Goud   | Anjolie Wisse     | 4.27,41   |
| Zilver | Suzanne Wiertsema | 4.30,29   |
| Brons  | Silvia Kruijer    | 4.31,17   |

### 5000 m
| rang   | atleet           | prestatie |
| ------ | ---------------- | --------- |
| Goud   | Kamiel Maase     | 13.42,52  |
| Zilver | Sander Schutgens | 13.50,24  |
| Brons  | Luc Krotwaar     | 13.53,64  |

| rang   | atlete            | prestatie |
| ------ | ----------------- | --------- |
| Goud   | Vivian Ruijters   | 16.26,31  |
| Zilver | Erika van de Bilt | 16.33,99  |
| Brons  | Miranda Boonstra  | 16.51,98  |

### 10.000 m[1]
| rang   | atleet            | prestatie |
| ------ | ----------------- | --------- |
| Goud   | Marcel Versteeg   | 28.33,60  |
| Zilver | Remco Kortenoeven | 28.34,95  |
| Brons  | Jeroen van Damme  | 28.39,48  |

| rang   | atlete           | prestatie |
| ------ | ---------------- | --------- |
| Goud   | Vivian Ruijters  | 33.39,44  |
| Zilver | Barbara Kamp     | 34.46,15  |
| Brons  | Miranda Boonstra | 35.03,63  |

### 110 m horden/100 m horden
| wind: +0,2 m/s | wind: +0,2 m/s        | wind: +0,2 m/s |
| rang           | atleet                | prestatie      |
| -------------- | --------------------- | -------------- |
| Goud           | Marcel van der Westen | 13,80 s        |
| Zilver         | Robin Korving         | 13,83 s        |
| Brons          | Sven Ootjers          | 13,86 s        |

| wind: +0,6 m/s | wind: +0,6 m/s | wind: +0,6 m/s |
| rang           | atlete         | prestatie      |
| -------------- | -------------- | -------------- |
| Goud           | Judith Vis     | 13,45 s        |
| Zilver         | Ilja Voltman   | 13,73 s        |
| Brons          | Frenke Bolt    | 14,08 s        |

### 400 m horden
| rang   | atleet           | prestatie |
| ------ | ---------------- | --------- |
| Goud   | Thomas Kortbeek  | 52,00 s   |
| Zilver | Vincent Kerssies | 52,12 s   |
| Brons  | Tim Verlaan      | 52,34 s   |

| rang   | atlete            | prestatie |
| ------ | ----------------- | --------- |
| Goud   | Marjolein de Jong | 56,87 s   |
| Zilver | Ester Goossens    | 57,32 s   |
| Brons  | Merel Ribbens     | 60,81 s   |

### 3000 m steeplechase
| rang   | atleet         | prestatie |
| ------ | -------------- | --------- |
| Goud   | Simon Vroemen  | 8.41,67   |
| Zilver | Ramses Bekkenk | 8.57,93   |
| Brons  | Casper Vroemen | 9.00,81   |

### Verspringen
| rang   | atleet        | prestatie         |
| ------ | ------------- | ----------------- |
| Goud   | Jurgen Cools  | 7,71 m (+2,4 m/s) |
| Zilver | Marc de Vries | 7,37 m (+2,1 m/s) |
| Brons  | Chiel Warners | 7,36 m (+2,4 m/s) |

| rang   | atlete             | prestatie         |
| ------ | ------------------ | ----------------- |
| Goud   | Karin Ruckstuhl    | 6,01 m (+0,5 m/s) |
| Zilver | Judith Vis         | 5,99 m (-1,1 m/s) |
| Brons  | Ottelien Olsthoorn | 5,90 m (+2,2 m/s) |

### Hink-stap-springen
| rang   | atleet           | prestatie          |
| ------ | ---------------- | ------------------ |
| Goud   | Martijn Delissen | 15,40 m (-1,0 m/s) |
| Zilver | Jermaine Sedoc   | 14,79 m (+0,9 m/s) |
| Brons  | Darcy de Windt   | 14,70 m (-2,0 m/s) |

| rang   | atlete          | prestatie          |
| ------ | --------------- | ------------------ |
| Goud   | Karin Ruckstuhl | 12,42 m (+1,8 m/s) |
| Zilver | Iris Waanders   | 11,72 m (+1,0 m/s) |
| Brons  | Janneke Hulshof | 11,61 m (+1,4 m/s) |

### Hoogspringen
| rang   | atleet           | prestatie |
| ------ | ---------------- | --------- |
| Goud   | Wilbert Pennings | 2,15 m    |
| Zilver | Jan Peter Larsen | 2,12 m    |
| Brons  | Tim Aarts        | 2,09 m    |

| rang   | atlete              | prestatie |
| ------ | ------------------- | --------- |
| Goud   | Marloes Lammerts    | 1,79 m    |
| Zilver | Jacqueline Raaman   | 1,73 m    |
| Brons  | Karlijn van Beurden | 1,73 m    |

### Polsstokhoogspringen
| rang   | atleet             | prestatie |
| ------ | ------------------ | --------- |
| Goud   | Rens Blom          | 5,55 m    |
| Zilver | Laurens Looije     | 5,35 m    |
| Brons  | Christian Tamminga | 5,35 m    |

| rang   | atlete              | prestatie |
| ------ | ------------------- | --------- |
| Goud   | Monique de Wilt     | 3,95 m    |
| Zilver | Sabine Verbeek      | 3,85 m    |
| Brons  | Sandra van der Geer | 3,65 m    |

### Kogelstoten
| rang   | atleet              | prestatie |
| ------ | ------------------- | --------- |
| Goud   | Erik van Vreumingen | 18,60 m   |
| Zilver | Erwin Simpelaar     | 16,95 m   |
| Brons  | Stein Kuiper        | 16,50 m   |

| rang   | atlete          | prestatie |
| ------ | --------------- | --------- |
| Goud   | Lieja Koeman    | 18,56 m   |
| Zilver | Corrie de Bruin | 17,28 m   |
| Brons  | Inge Barends    | 15,22 m   |

### Discuswerpen
| rang   | atleet              | prestatie |
| ------ | ------------------- | --------- |
| Goud   | Pieter van der Kruk | 56,86 m   |
| Zilver | Mike van der Bilt   | 56,27 m   |
| Brons  | Rutger Smith        | 53,29 m   |

| rang   | atlete          | prestatie |
| ------ | --------------- | --------- |
| Goud   | Ilona Rutjes    | 55,25 m   |
| Zilver | Corrie de Bruin | 54,77 m   |
| Brons  | Lieja Koeman    | 53,68 m   |

### Speerwerpen
| rang   | atleet           | prestatie |
| ------ | ---------------- | --------- |
| Goud   | Oscar Schermer   | 74,64 m   |
| Zilver | Elliott Thijssen | 71,40 m   |
| Brons  | Keith Beard      | 68,08 m   |

| rang   | atlete            | prestatie |
| ------ | ----------------- | --------- |
| Goud   | Kitty van Haperen | 52,84 m   |
| Zilver | Manon Post        | 49,68 m   |
| Brons  | Maaike Sinnema    | 48,31 m   |

### Kogelslingeren
| rang   | atleet             | prestatie |
| ------ | ------------------ | --------- |
| Goud   | Frank van den Dool | 67,87 m   |
| Zilver | Ronald Gram        | 66,54 m   |
| Brons  | Tjarko Meijerhof   | 54,61 m   |

| rang   | atlete               | prestatie |
| ------ | -------------------- | --------- |
| Goud   | Debby van der Schilt | 57,90 m   |
| Zilver | Wendy Koolhaas       | 57,06 m   |
| Brons  | Lianne Bousema       | 54,82 m   |

1904 · 
1908 · 
1909 · 
1910 · 
1911 · 
1912 · 
1913 · 
1914 · 
1915 · 
1917 · 
1918 · 
1919 · 
1920 · 
1921 · 
1922 · 
1923 · 
1924 · 
1925 · 
1926 · 
1927 · 
1928 · 
1929 · 
1930 · 
1931 · 
1932 · 
1933 · 
1934 · 
1935 · 
1936 · 
1937 · 
1938 · 
1939 · 
1940 · 
1941 · 
1942 · 
1943 · 
1944 · 
1946 · 
1947 · 
1948 · 
1949 · 
1950 · 
1951 · 
1952 · 
1953 · 
1954 · 
1955 · 
1956 · 
1957 · 
1958 · 
1959 · 
1960 · 
1961 · 
1962 · 
1963 · 
1964 · 
1965 · 
1966 · 
1967 · 
1968 · 
1969 · 
1970 · 
1971 · 
1972 · 
1973 · 
1974 · 
1975 · 
1976 · 
1977 · 
1978 · 
1979 · 
1980 · 
1981 · 
1982 · 
1983 · 
1984 · 
1985 · 
1986 · 
1987 · 
1988 · 
1989 · 
1990 · 
1991 · 
1992 · 
1993 · 
1994 · 
1995 · 
1996 · 
1997 · 
1998 · 
1999 · 
2000 · 
2001 · 
2002 · 
2003 · 
2004 · 
2005 · 
2006 · 
2007 · 
2008 · 
2009 · 
2010 · 
2011 · 
2012 · 
2013 · 
2014 · 
2015 · 
2016 ·
2017 ·
2018 ·
2019 ·
2020 ·
2021 ·
2022 ·
2023 ·
2024 ·
2025